# Argentina nos Jogos Olímpicos de Inverno da Juventude de 2016
A Argentina participou dos Jogos Olímpicos de Inverno da Juventude de 2016, realizados em Lillehammer, na Noruega com um total de 9 atletas em sete esportes.

## Esqui Alpino

### Feminino
Francesca Baruzzi Farriol

### Masculino
Tomás Bacigalupo

## Esqui cross-country

### Masculino
Marco Dal Farra

## Esqui estilo livre

### Feminino
Esmeralda Villalonga

## Patinação artística

### Masculino
Mauro Calcagno

## Luge

### Feminino
Verónica Ravenna

## Snowboard

### Feminino
Delfina Lemann

### Masculino
Aaron Stoeff Belkenoff